# Citalang (Tegal Waru)
Citalang is een bestuurslaag in het regentschap Purwakarta van de provincie West-Java, Indonesië. Citalang telt 4411 inwoners (volkstelling 2010).